# 佐須川
佐須川（さすがわ）は、下対馬中央部をほぼ横断し、下対馬西側の対馬海峡西水道（東シナ海側）へ注ぐ二級河川である。流域は長崎県対馬市に属する。
対馬では仁田川・佐護川に次ぐ3番目の川で、流域面積40.2km2は長崎県内の河川で第9位である。流域に沿って日掛・大板・士富・若田・経塚・床谷・下原・樫根・小茂田と多くの集落があり、これらを「佐須」と総称する。

## 流域
下対馬中央部の、矢立山系北側斜面を水源とする。上流域は対馬の最高峰・矢立山（648.40m）と、それに連なる舞石ノ壇山（536m）・有明山（558m）などに囲まれる。矢立山の北東側からシワコウ川、舞石ノ壇山の北側から佐須川が流れ出す。これらは北に流れて日掛地区で合流する。
日掛地区のダムを過ぎると、狭いながらも谷底平野がある。川は集落や水田の間を蛇行しながら西へ流れる。北から日見川・小茂田川などが合流し、対馬海峡西水道へ注ぐ。河口は港が整備され、右岸は小茂田浜海水浴場にもなっている。
中流から下流にかけて長崎県道44号桟原小茂田線が並走し、河口には長崎県道24号厳原豆酘美津島線の橋が架かる。

## 流域の史跡
流域には多くの史跡がある。
矢立山古墳群
佐須川下流にあり、国の史跡に指定されている。
対馬銀山・亜鉛鉱山・若田石
流域では674年に銀が産出した記録があり、日本最古の銀山とされる。近代では東邦亜鉛対馬鉱業所の亜鉛鉱山も1973年まで操業していた。また硯の原料となる「若田石」の産地でもある。
小茂田古戦場
元寇の古戦場。文永の役では対馬に数千の元軍が上陸した。対馬国の地頭・宗助国は、わずか80名ほどの兵を率いて元軍を小茂田で迎え撃ち、戦死した。助国以下戦死した将兵は小茂田浜神社に祀られている。